# Unionistas de Salamanca Club de Fútbol
L'Unionistas de Salamanca Club de Fútbol és un club de futbol espanyol de Salamanca, a la comunitat autònoma de Castella i Lleó. Fundat l'any 2013, el club juga a Primera Federación, i disputa els partits a casa al Camp de Fútbol Reina Sofía amb una capacitat per a 5.000 espectadors.

## Història
Després de la dissolució de la UD Salamanca, un grup de seguidors va fundar l'Unionistas de Salamanca Club de Fútbol, un club de fans creat principalment per preservar la memòria de la UDS. Després de la creació del club, personatges famosos com Vicente del Bosque i Dani Rovira s'hi van associar. També en són membres una sèrie de ciutadans britànics residents a Espanya i Anglaterra. Les quotes aportades pels socis del club són una part molt important del pressupost del club. 2.653 persones que van decidir convertir-se en propietaris parcials del club, totes a títol individual, la temporada 2018-2019. Durant la primera temporada posterior a la seva fundació, el club va jugar a casa a l'estadi municipal "Rosa Colorado".
El 2 de setembre de 2014, l'Unionistas va ser inscrit a Primera Provincial de Salamanca, el sisè nivell del futbol espanyol. Un dia després va jugar el seu primer partit oficial, una derrota en un amistós per 0-1 contra la UD Santa Marta.
Els unionistes van aconseguir l'ascens a Primera Regional l'abril de 2015, després de derrotar el Real Salamanca Monterrey. Tot just un any després, va ascendir a Tercera Divisió després de derrotar l'Onzonilla.
La primera temporada del club a Tercera va ser reeixida, ja que va acabar en la tercera posició del conjunt de Castella i Lleó i va classificar-se al play-off d'ascens a Segona Divisió B. El club es va classificar per a un segon intent la temporada següent, després de liderar el grup 8. Aquesta vegada va aconseguir l'ascens derrotant el Socuéllamos en l'últim partit, amb un penal marcat al minut 96.
La primera temporada a Segona Divisió B va ser reeixida, ja que l'equip va aconseguir acabar en novena posició, evitant el descens i es va classificar per a la Copa del Rei la temporada següent.
En el seu debut a la Copa del Rei, els Unionistas van arribar als vuitens de final després de vèncer l'Atlètic Balears i el Deportivo La Corunya. En aquella ronda, van ser eliminats pel poderós Reial Madrid, després de perdre 1–3. A la lliga, la temporada va ser més difícil. Després dels primers 11 partits de lliga, el club ocupava la 19a posició entre 20 equips. No obstant això, el club va evitar el descens després d'abandonar les últimes posicions i després de la suspensió de la lliga per la pandèmia de la COVID-19 i va passar als vuitens de final de la Copa del Rei 2023-24 després de superar el Gernika, l'Sporting de Gijón i el Vila-real. Finalment, va perdre per 1-3 davant el FC Barcelona després d'haver-se avançat al marcador per 1-0.

### Antecessors del club
- Unión Deportiva Salamanca - (1923–2013)

## Jugadors destacats
Jugadors que han assolit l'estatus internacional o han arribat als 100 partits de lliga del club
- Junior
- David Mitogo

## Estadi
En la seva primera temporada, l'Unionistas de Salamanca va jugar els seus partits a casa al Polideportivo Rosa Colorado, conegut comunament com La Sindical, amb una capacitat de 2.000 espectadors.
Des del 2015, el club juga els seus partits a les Pistes del Helmántico (al costat de l'Estadi Helmántico), amb una capacitat de 3.000 espectadors.
L'11 de novembre de 2017 es va anunciar que es construiria un nou estadi al barri de Zurguén, al sud de Salamanca. La nova casa dels Unionistes, "Estadio Zurguén", presumiblement estarà oberta per a la temporada 2019-2020. Aproximadament un any després, però, el club va anunciar un acord amb el Real Salamanca Monterrey CF i l'Ajuntament per utilitzar l'estadi Reina Sofía, amb una ampliació prevista fins a 5.000 espectadors; la transició al nou camp es va concloure per a la temporada 2020-21, i va ser anunciada pel club el 5 d'octubre de 2020.

## Rivalitats
Unionistas de Salamanca té una forta rivalitat amb el Salamanca UDS, abans conegut com a Salmantino. Ambdós equips es troben en els seus partits, anomenat derbi dels 50 metres ja que els seus estadis estaven separats per aquesta distància.
Si bé Unionistas va néixer com a un homenatge a l'antiga UD Salamanca, dissolta el 2013, el Salamanca CF afirma que és la seva continuació utilitzant el seu nom i el seu escut, malgrat que una declaració judicial ha establert que és un club completament diferent.